# Храм Спаса Нерукотворного Образа (Воротынец)
Храм в честь Нерукотворного Образа Спасителя — приходской храм Воротынского благочиния Лысковской епархии Русской православной церкви в посёлке Воротынец Нижегородской области.

## Строительство храма
Строительство храма в Воротынце началось в 1812 году и завершилось в 1814 году. Освящено было два престола: главный — в честь Нерукотворного Образа Спасителя и придельный — во имя Николая Чудотворца.

## Стиль храма
Воротынский храм относится к стилю, получившему название «Русский классицизм». После 1812 года этот стиль получил повсеместное распространение. Столичные и губернские архитекторы создавали «образцовые» проекты, по которым шло строительство в уездных городах и больших селах. Так в Васильском уезде практически одновременно были построены очень похожие друг на друга храмы в Воротынце, Васильсурске (1828 г.) и Спасском (1840 г.). В соответствии со стилевыми нормами в интерьере храма была использована лепнина, свод притвора и подкупольные паруса украшали настенные росписи, в простенках между окнами стояли полуколонны ионического ордера, шесть из них сохранились в алтаре до сих пор. Пространство храма прекрасно дополнял деревянный резной иконостас. Над западным входом размещался балкон для хора. Спасский храм окружала кованная железная ограда на кирпичном цоколе и столбах с белокаменными деталями, церковный участок с кладбищем XVII— начала XX в.
- Забор и фасад с Северной стороны
- Северная сторона храма
- Фасад и колонны с северной стороны
- Тропинка вдоль северной стороны храма
- Фасад и колонны с южной стороны
- Вид на храм с северо-восточной стороны

## Прихожане
В 1904 году в Воротынском приходе числилось 1720 мужчин и 1893 женщины. С 1914 г. до середины 1930-х гг. настоятелем в храме служил протоиерей Владимир Васильевич Красовский.

## Закрытие и восстановление храма
В 1937 году храм в Воротынце был закрыт. Здание использовалось как склад колхоза, затем райпотребсоюза. В конце 1950 — начале 1960-х гг. началась его реконструкция: убрали купола, снесли колокольню и западную паперть, разрушили свод, надстроили второй этаж. В 1967 году здесь был открыт районный дом культуры.
В Великую Среду Страстной седмицы (19 апреля) 1995 г. состоялось освящение храма Нерукотворного Образа Христа Спасителя.
10 апреля 2007 г., 23 декабря 2007 г., 30 марта 2012 г. в храме совершил архиерейские богослужения митрополит Нижегородский и Арзамасский Георгий.

## Воротынский инцидент
Воротынский инцидент произошёл в храме 25 апреля 1996 года. Некая Агафья Моисеева совершила «чудо», поставив больного нижней параплегией ветерана на ноги после молитвенного пения.